# ميخائيل ويست
ميخائيل ويست (بالإنجليزية: Michael West)‏ (9 فبراير 1991 في المملكة المتحدة - ) هو لاعب كرة قدم بريطاني في مركز الوسط. لعب مع إبسفليت يونايتد ونادي كرو ألكساندرا ونادي هيرفورد ونادي وايتهوك.

## وصلات خارجية
- ميخائيل ويست على موقع قاعدة بيانات كرة القدم.إي يو (الإنجليزية)
- ميخائيل ويست على موقع Soccerbase.com (لاعب) (الإنجليزية)
- ميخائيل ويست على موقع Soccerway.com (الإنجليزية)